# Công viên Kinabalu
Công viên Kinabalu (tiếng Mã Lai: Taman Kinabalu) được thành lập vào năm 1964 như là một trong những vườn quốc gia đầu tiên của Malaysia. Được UNESCO công nhận là Di sản thế giới từ tháng 12 năm 2000, nó là địa điểm đầu tiên của Malaysia có được danh hiệu này nhờ giá trị phổ quát nổi bật và là một trong những địa điểm đa dạng sinh học quan trọng nhất trên thế giới với hơn 4.500 loài động thực vật, trong đó có 326 loài chim, khoảng 100 loài động vật có vú, và hơn 110 loài ốc cạn.
Công viên này nằm trên bờ biển phía tây của tiểu bang Sabah trên đảo Borneo của Malaysia. Với diện tích 754 kilômét vuông bao quanh núi Kinabalu. Ở độ cao 4.095,2 mét, đây là ngọn núi cao nhất trên đảo Borneo. Nó là một trong những điểm du lịch nổi tiếng nhất ở Sabah và Malaysia nói chung. Năm 1967 đã có hơn 987.653 du khách và 43.430 người leo núi đã đến thăm công viên.

## Lịch sử
Khu vực này được chỉ định là một vườn quốc gia vào năm 1964. Nhà quản lý và nhà tự nhiên học thuộc địa Anh Hugh Low đã dẫn đầu một cuộc thám hiểm từ Tuaran đến khu vực vào năm 1851. Ông cũng trở thành người đầu tiên được ghi nhận là đã leo lên đến đỉnh núi Kinabalu. Đỉnh cao nhất của dãy núi sau đó được đặt theo tên của ông, đỉnh Low.

## Địa lý
Công viên này nằm trên dãy Crocker, ở bờ biển phía tây Sabah. Về mặt hành chính, nó thuộc quận Ranau, khu vực West Coast. Một khu vực bảo vệ khác nằm riêng biệt ở phía nam là Vườn quốc gia Dãy Crocker.
Trụ sở chính của công viên nằm cách thành phố Kota Kinabalu 88 kilômét. Có những con đường kín dẫn đến trụ sở công viên từ các khu vực khác của Sabah. Nó nằm trên ranh giới phía nam của công viên Kinabalu, ở độ cao 1.563 m (5.128 ft).

## Sinh thái học
Đây là khu vực chứa nhiều loài động thực vật hoang dã trải rộng trên bốn vùng khí hậu. Từ những khu rừng Dầu phong phú ở vùng đất thấp cho đến những khu rừng trên núi, Đỗ quyên, rừng lá kim, lãnh nguyên núi cao và cả những cây bụi thấp khu vực đỉnh núi. Ngọn núi này cũng được biết đến với nhiều loài thực vật ăn thịt và các loài Phong lan, đáng chú ý bậc nhất là loài bắt mồi Nepenthes rajah, một loài đặc hữu và quý hiểm chỉ có tại khu vực.
Công viên là nơi sinh sống của vô số các loài động vật đặc hữu gồm Địa long khổng lồ Kinabalu (Pheretima darnleiensis) và Đỉa đỏ khổng lồ Kinabalu (Mimobdella buettikoferi ). Ngoài ra là rất nhiều các loài chim, côn trùng, động vật có vú, động vật lưỡng cư và bò sát.
Núi Kinabalu là một trong những ngọn núi không núi lửa trẻ nhất thế giới. Nó được hình thành trong vòng 10 đến 35 triệu năm qua. Ngọn núi vẫn phát triển với tốc độ cao thêm 5 mm mỗi năm.

## Hình ảnh

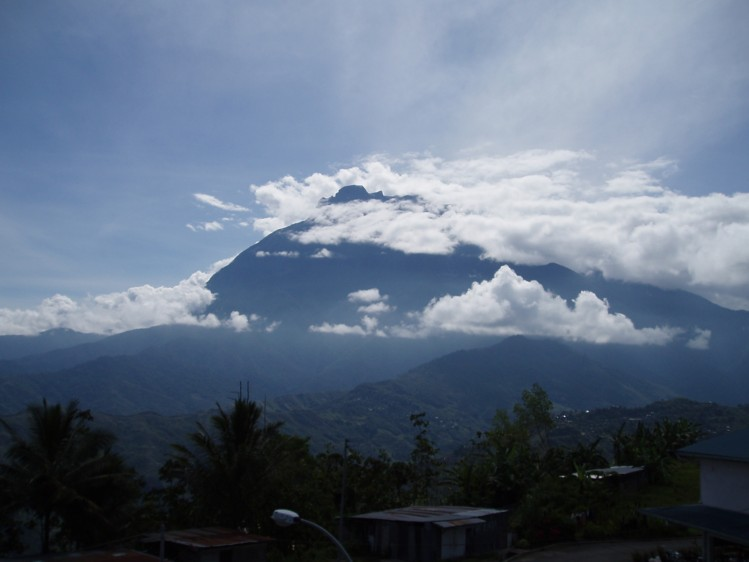
Đỉnh núi Kinabalu
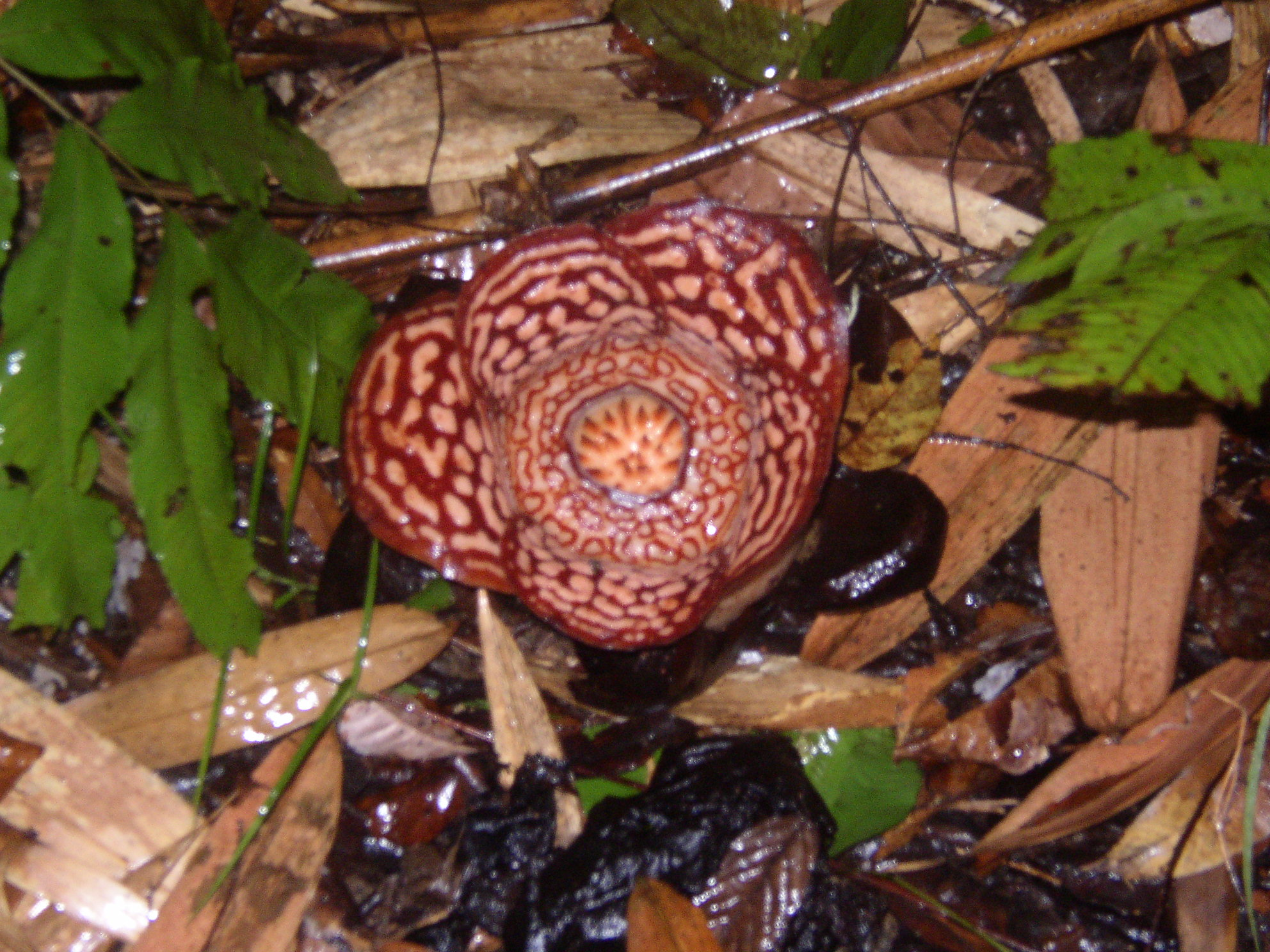
Hoa ký sinh Rafflesia
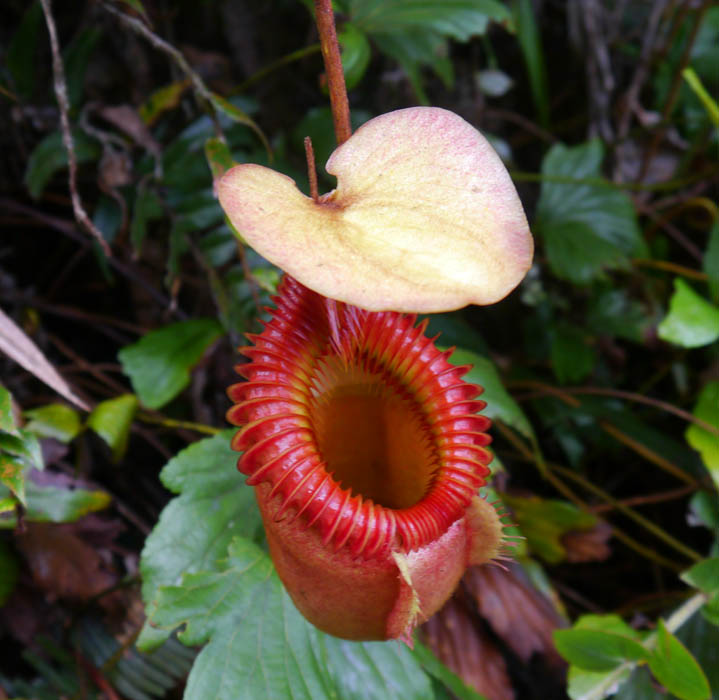
Một loài cây bắt mồi